# Brødrene af Sand
 (mai 2021).
Le Brødrene af Sand est un voilier-cargo restauré, localement appelé Jakt dans la région de Ryfylke, faisant partie des tout derniers voiliers de ce type encore flottants. Le jakt a été principalement construit comme un cargo à voile rapide pour les fjords et les zones côtières proches pour transporter le poisson.
Le bateau a été construit à Dokkskar à Yrkjesfjorden (un fjord de la région de Vindefjord) en 1866. En 1997, le jakt a été repris par le musée régional de Ryfylke (Ryfylkemuseet ), qui l'a fait restaurer au Hardanger Fartøyvernsenter. Le navire est utilisé par le musée depuis 1999 pour diverses croisières dans la région du Boknafjord, et il est également loué pour des croisières.
L'association des amis de "Brødrene av Sand" a pris la responsabilité principale de l'entretien et de l'exploitation du jakt, et fournit des skippers et des membres d'équipage bénévoles pour les voyages. Le voilier est équipé de couchettes et d'une cuisine. En plus de l'équipage, il y a de la place pour 20 personnes à bord,

## Galerie

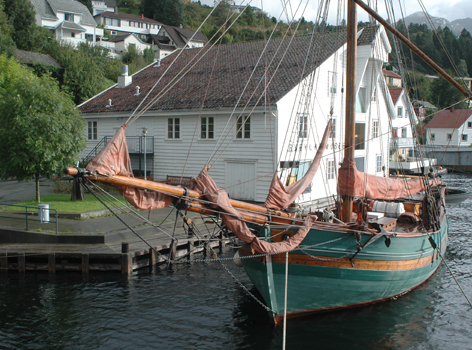
Le jakt au musée de Ryfylke
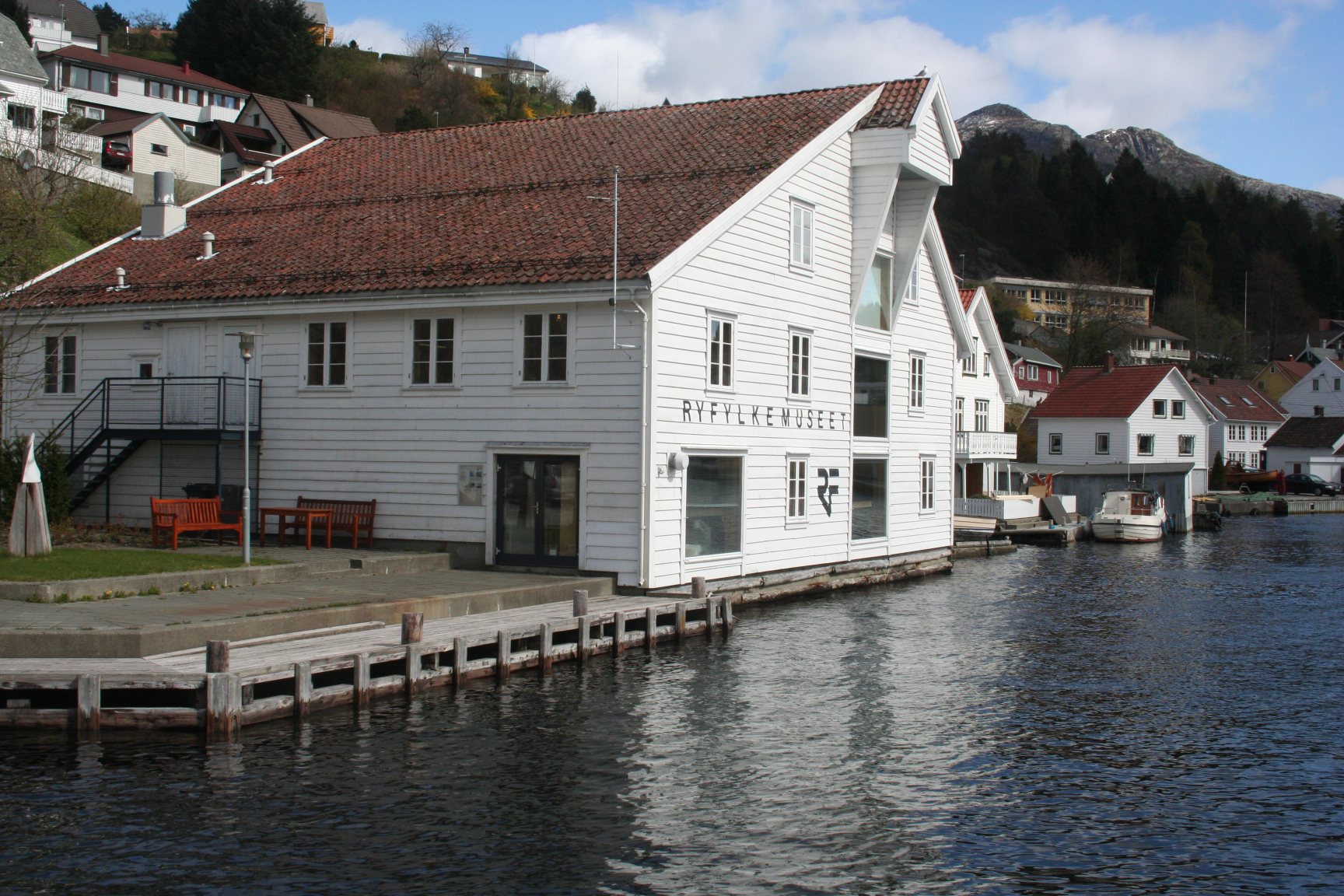
Ryfylkemuseet